# Michael Bideller
Michael Bideller (* 13. April 1954 in München) ist ein deutscher Film- und Theaterschauspieler und Synchronsprecher.

## Leben
Anfang der 1980er Jahre sammelte Bideller erste Mikrofon-Erfahrungen beim BR. Ab Ende der 1980er Jahre wurde er als Synchronsprecher tätig, arbeitete als Freier Schauspieler und Sprecher in Hamburg und veranstaltete freie Theaterprojekte und Lesungen. Bideller wurde durch Fernsehproduktionen wie Polizeiruf 110, Notruf Hafenkante, Die Pfefferkörner oder Rote Rosen bekannt. Außerdem spielte er in Theaterstücken wie Der zerbrochne Krug und Minna von Barnhelm mit.

## Filmografie (Auswahl)
- 1993: Schnee im August
- 1994: Nicht von schlechten Eltern (Fernsehserie, eine Folge)
- 1997, 2002–2005: alphateam (Fernsehserie, 4 Folgen)
- 2001: Polizeiruf 110: Seestück mit Mädchen
- 2003: Der Mörder ist unter uns
- 2003: Adelheid und ihre Mörder (Fernsehserie, eine Folge)
- 2006: Großstadtrevier (Fernsehserie, eine Folge)
- 2006: Lucy
- 2010: Die Pfefferkörner (Fernsehserie, eine Folge)
- 2012: Der Dicke (Fernsehserie, eine Folge)
- 2022: Morden im Norden (Fernsehserie, eine Folge)
- 2023: Nord bei Nordwest – Auf der Flucht

## Theater (Auswahl)
- 1994–2013: Theater in der Speicherstadt in Der Hamburger Jedermann
- 2006: Dogville – Theaterfabrik Hamburg
- 2009: Ernst Deutsch Theater Hamburg – Der zerbrochne Krug und Minna von Barnhelm
- 2011–2012: Ernst Deutsch Theater Hamburg in Der nackte Wahnsinn
- 2014: Weltenbrand – Szenische Collage über den 1. Weltkrieg – Axensprung Theater
- 2015: Kampfeinsatz – Axensprung Theater
- 2016: Monsun-Theater Hamburg in Kein Schiff wird kommen
- 2017:	Mediabühne Hamburg in Der Elefantenmensch
- 2018: Revolution!? – Schauspiel zu den politischen Umbrüchen in Deutschland 1918/19 – Axensprung Theater

## Hörspiele
- 1982: Angela Vogel: Mein Babylon (Jugendlicher 1) – Regie: Jutta Brückner (BR)
- 1993: Wolfgang Sieg: Möcki (Haslinger) – Regie: Jochen Schütt (Original-Hörspiel, Mundart-Hörspiel – RB/NDR)